# Federico Gama
Federido Gama (Ciudad de México, 1963) es un fotógrafo documental mexicano, conocido a nivel internacional por su trabajo que retrata la cultura urbana de México. Ha sido galardonado con el Premio Nacional de Periodismo Cultural y el Premio Nacional Rostros de la Discriminación y forma parte del Sistema de Creados de Arte.

## Biografía
Pasó su juventud en Tacubaya. Estudió comunicación en la Universidad Nacional Autónoma de México. Comenzó en la fotografía hacia 1986 tomando fotos de manifestaciones para luego trabajar para el diario El Financiero.
Ha expuesto de manera individual en 37 ocasiones y más 70 en exposiciones colectivas en México, Latinoamérica, Estados Unidos y Europa.

## Obra
Su obra se centra principalmente a documentar las distintas facetas de las culturas urbanas y alternativas de México. Se ha centrado principalmente en retratar cholos, punks, skatos, emos y rockers, así como las relaciones de estos con situaciones y tradiciones propiamente mexicanas como el culto a la Virgen de Guadalupe, la devoción de san Judas Tadeo, la Santa Muerte o el Viacrucis de Iztapalapa. Explora también el fenómeno de la adaptación cultural de las poblaciones indígenas y rurales a las modas y expresiones urbanas, dando énfasis a los códigos simbólicos como la indumentaria, la expresión corporal y los tatuajes.

## Libros
- Historias en la piel (2011)
- Mazahuacholoskatopunk (2009)
- Tinta y Carne (2009)
- Cholos a la Neza (2008)